# Isaac Bullart

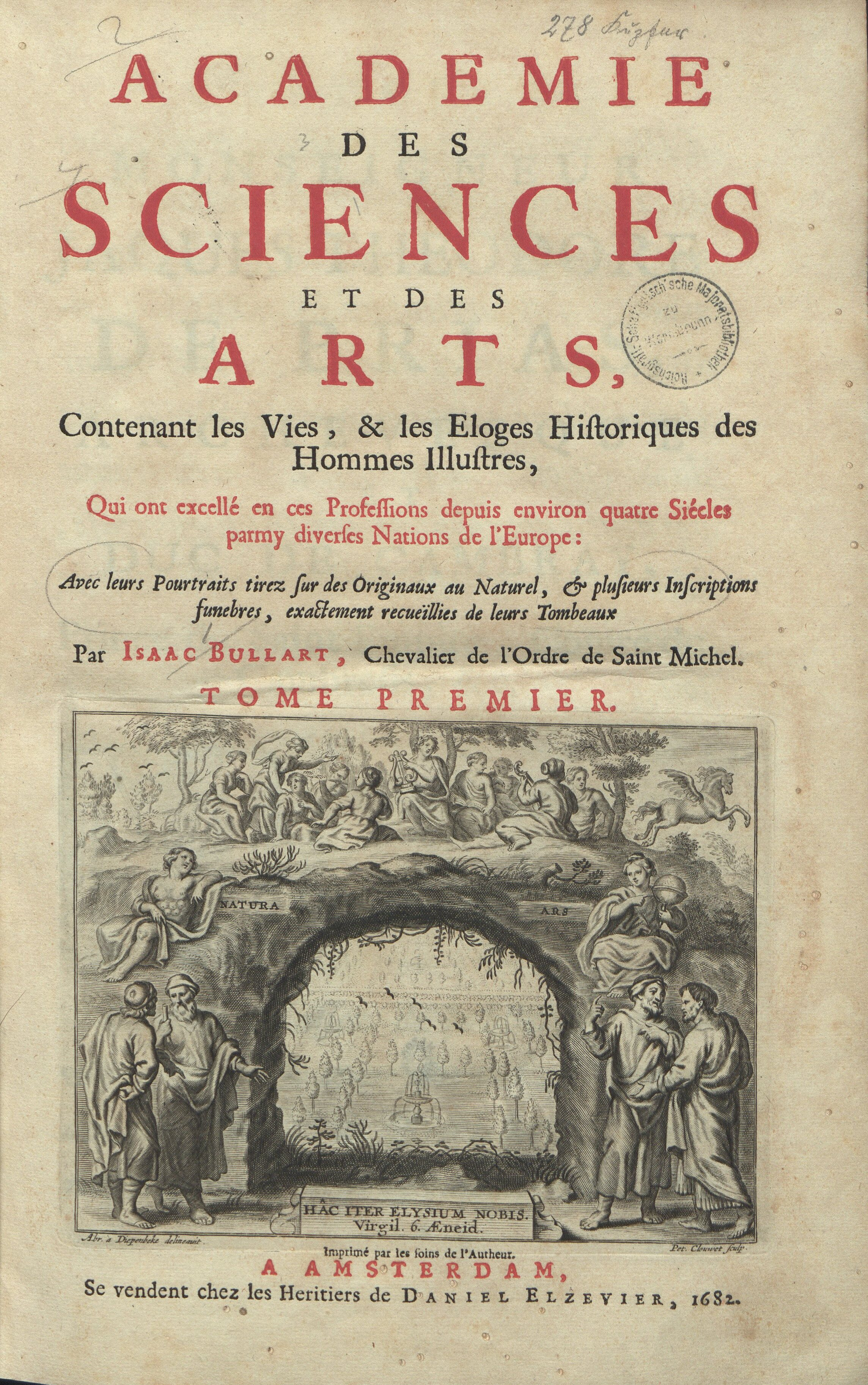
Titelpagina van de Amsterdamse druk van de Académie des sciences et des arts

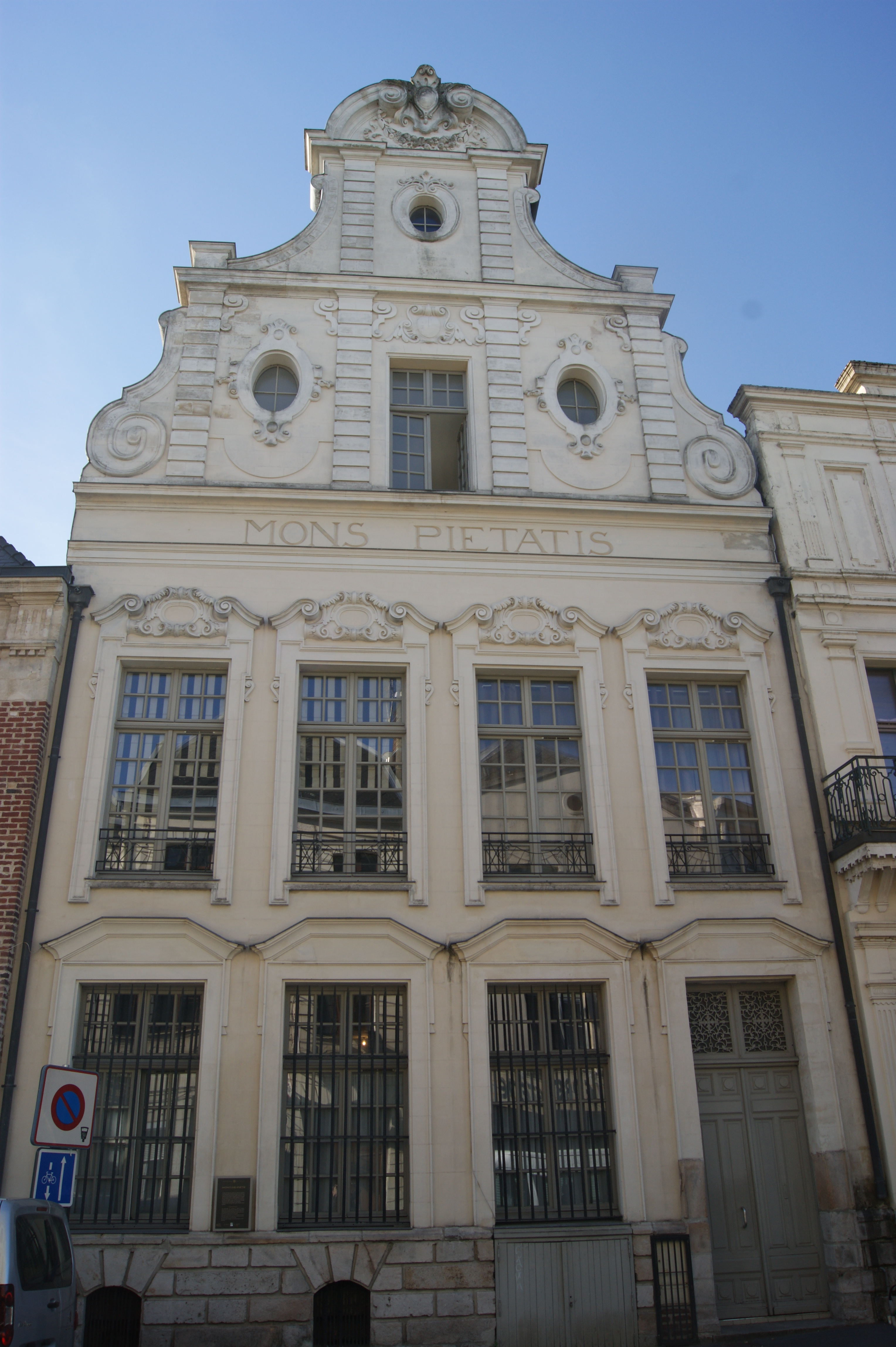
Van 1629 tot zijn dood woonde en werkte Bullart in de berg van barmhartigheid van Atrecht, ontworpen door Wenceslas Cobergher.

Isaac Bullart (Rotterdam, 5 januari 1599 – Atrecht, 17 april 1672) was een Nederlands schrijver en ondernemer. Zijn postume Académie des sciences et des arts (1682) is een biografisch naslagwerk dat vooral voor de kunstgeschiedenis van belang is.

## Leven
Hij was een zoon van Anthonij Bullart en Maria Willekens. Op zevenjarige leeftijd verloor hij zijn vader. Om hem van het protestantisme te verwijderen werd hij naar het jezuïetencollege van Bordeaux gestuurd. Bij zijn terugkeer vestigde hij zich in Brussel. Daar ontmoette hij bij Jacob Franquart de jonge schilderes Anne-Françoise de Bruyns, die hij tot een huwelijk wist te bewegen. Ze trouwden in 1628 te Bergen en kregen twaalf kinderen. Hun eerste kind, Wenceslas, was vernoemd naar Wenceslas Cobergher. Dankzij hem kreeg Bullart in 1629 als superintendant de leiding over de berg van barmhartigheid van Atrecht. Ook was hij bestuurder van de abdij van Sint-Vaast. In 1647 verleende de Franse koningin-regentes Anna van Oostenrijk hem het ridderschap in de Orde van Sint-Michiel. In de jaren 1650 leverde het bestuur van Saint-Vaast hem problemen en processen op. Zijn vrouw overleed in 1656. Zelf leefde hij nog zestien jaar, zonder het naslagwerk waaraan hij dertig jaar had gewerkt te hebben uitgegeven. 

## Académie des sciences et des arts
Minstens vanaf september 1647 begon Bullart materiaal te verzamelen voor zijn biografische galerij van Europese kunstenaars en geleerden. Op die datum schreef hij naar de Antwerpse kunsthandelaar Matthijs Musson om informatie. Voor elke opgenomen persoon voorzag hij een portretgravure. Hij stierf zonder het werk te hebben gepubliceerd, maar zijn manuscript in drie volumes werd verder bewerkt en geannoteerd door zijn zoon Jacques-Ignace. Die kortte enige lemma's in en voegde er enkele andere toe. Het resultaat was een biografisch compendium met 279 personen verdeeld over zes boeken, dat in 1682 verscheen bij Frans I Foppens in Brussel. Er waren ook drukken in Amsterdam en Parijs. Passages uit het boek werden overgenomen en geplagieerd door André Félibien en Florent Le Comte.

## Iconografie
Jacques-Ignace Bullart maakte in 1648 een portretschilderij van zijn vader op de leeftijd van 49 jaar. 

## Publicatie
- Académie des Sciences et des Arts, contenant les Vies et les Éloges historiques des Hommes illustres, qui ont excellé en ces Professions, depuis environ quatre siècles, parmi diverses Nations de l'Europe (1682)

## Voetnoten
1. 1 2  Isaac Bullart, Ecartico (bezocht 6 december 2024)
2. ↑  Bibliothèque municipale de Lille, ms. 817-819

- Biblioteca Nacional de España: XX4739302
- Bibliothèque nationale de France: cb130036468 (data)
- Digitale Bibliotheek voor de Nederlandse Letteren: bull005
- Gemeinsame Normdatei: 124514219
- International Standard Name Identifier: 0000 0000 6629 4727
- Library of Congress Control Number: n86823386
- Nederlandse Thesaurus van Auteursnamen: 07069933X
- Système universitaire de documentation: 153241063
- Virtual International Authority File: 13244160
- WorldCat: E39PBJjdhCjrKvvTCfTkdvJdQq